# Hraniční dub v Uhříněvsi
Hraniční dub v Uhříněvsi je památný hraniční strom, který roste při cestě z Uhříněvsi do Netluk na okraji přírodní památky Obora.

## Parametry stromu
- Výška (m): 20,0
- Obvod (cm): 505
- Ochranné pásmo: vyhlášené - kruh o poloměru 16 m na p.č. 1757, 1758/1 a 1758/2 k.ú. Uhříněves
- Datum prvního vyhlášení: 22.05.2003[1]
- Odhadované stáří: 365 let (k roku 2016)[2]

## Popis
Dub roste asi 350 metrů od skupiny šesti památných dubů v pásu potoka Říčanky. Jeho kosterní větve jsou silné jako kmeny běžných stromů, odstraněno ale již bylo několik poškozených větví z koruny stromu.

## Historie
Strom je nejstarší a nejmohutnější dřevinou v oboře a jedním z nejmohutnějších dubů v Praze. Jako hraniční strom byl chráněn před odstraněním a proto mohl dorůst těchto svých rozměrů. Zmínka o něm je v hraničním protokolu roku 1662 stanovujícím hranici mezi Škvoreckým panstvím a panstvím Uhříněveským.

## Památné stromy v okolí
- Dub letní v Uhříněvsi
- Duby u hráze Podleského rybníka
- Skupina památných dubů u Říčanky v Uhříněvsi

## Turismus
Okolo dubu vede turistická značená trasa  0008 z Uhříněvsi přes Královice, Koloděje a Klánovice do Úval.